# Stegea
Stegea é um gênero de mariposa pertencente à família Crambidae.